# 高国造
高国造（たかのくにみやつこ・たかこくぞう）は、常陸国北部を支配した国造。多珂国造とも。

## 概要

### 
『古事記』、『常陸国風土記』では多珂国造、『先代旧事本紀』「国造本紀」では高国造と表記される。

### 祖先
- 『古事記』では、天之菩卑能命の子・建比良鳥命を遠祖としている。
- 『先代旧事本紀』「国造本紀」では、成務朝に弥都侶岐命の孫・弥佐比命を国造に任命したとされる。
- 『常陸国風土記』によると成務朝に建御狭日命が多珂国造として赴任したとされる。

### 氏族
石城氏（いわきうじ、姓は直）で、出雲臣の初期分岐氏族である。

## 本拠

### 支配領域
国造の支配領域は当時高国と呼ばれた地域、後の常陸国多珂郡、現在の茨城県日立市、高萩市、北茨城市などに相当する。

## 氏神
佐波波地祇神社（茨城県北茨城市）か。

## 子孫
石城美夜部（いわきのみやべ、多珂国造石城直美夜部）
- 飛鳥時代の豪族で多珂国造。孝徳朝において石城評造部志許赤と共に多珂国を多珂評と石城評とに分割するよう申請した。